# Cordemais

Cordemais este o comună în departamentul Loire-Atlantique, Franța. În 2009 avea o populație de 2,906 de locuitori.